# 4475 Voitkevich
4475 Voitkevich è un asteroide della fascia principale. Scoperto nel 1982, presenta un'orbita caratterizzata da un semiasse maggiore pari a 2,2532183 UA e da un'eccentricità di 0,0675026, inclinata di 2,19713° rispetto all'eclittica.